# Guanchezia maguirei
Guanchezia es un género monotípico de orquídeas de hábito epifita. Su única especie: Guanchezia maguirei (C.Schweinf.) G.A.Romero & Carnevali, Orchids Venezuela, ed. 2: 1136 (2000), es originaria del Amazonas en Venezuela.

## Descripción
Es una orquídea de tamaño grande, que prefiere el clima cálido, es de hábitos epifitas y cada vez más de hábito terrestre, con un grueso rizoma giboso a ovoide, irregularmente surcado y pseudobulbos envueltos casi por completo por unos pocas vainas fibrosas, llevan  una sola hoja, erguida, apical, plegada, elíptico-oblonga a lanceolada, elíptica, aguda a acuminada con  5 a 7 nervaduras  visibles, la hoja rígida con la base peciolada. Florece a finales del otoño y el invierno temprano en una inflorescencia decumbente lateral, en la base del pseudobulbo que puede alcanzar los 130,5 cm de largo, con 2 [raramente 3] flores grandes y vistosas. 

## Distribución y hábitat
Se encuentra en el Amazonas venezolano en la frontera de las sabanas o en la vertiente sur de las sabanas pantanosas en alturas de 1200 a 1600 metros.

## Taxonomía
Guanchezia maguirei fue descrito por  (C.Schweinf.) G.A.Romero & Carnevali y publicado en Journal of Botany, British and Foreign 66: 141. 1928.
Etimología
Guanchezia: nombre genérico  
maguirei, el epíteto de la especie fue otorgado en honor de Bassett Maguire, botánico y explorador estadounidense.
Sinonimia
- Bifrenaria maguirei C.Schweinf., Amer. Orchid Soc. Bull. 28: 199 (1959).[3]